# 替代性爭端解決方式
替代性爭端解決方式（Alternative dispute resolution，簡稱ADR，不過在澳洲稱為external dispute resolution(外部爭議解決機制)）是稱讓有爭議的雙方在第三方的協助下，達到共識的爭議解決程序及技巧。常用在雙方沒有進行訴訟，但無法達成共識的情形下。不過，越來越多的法庭也會使用替代性爭端解決方式來讓爭議雙方得到共識。替代性爭端解決方式是一集合名詞，其中包括許多使雙方可以結束爭議的方式，可以有第三者的協助，也可以只由爭議雙方進行。
在歷史上有許多政黨以及其支持者不贊成替代性爭端解決方式，不過近年來此方式又開始獲得大眾以及法律工作者的接受。有些法院會要求在案件審判之前，需先進行特定類型的替代性爭端解決方式（例如調解）。2008年的《歐盟調解指令》（the European Mediation Directive）時明確考慮所謂的「強制」調解，意思是訴訟雙方一定要出席調解，但不要求一定要在調解中得到共識。另外，併購交易的雙方也越來越常用替代性爭端解決方式來處理併購後的一些爭議。
替代性爭端解決方式開始受到歡迎，其原因是因為傳統法庭工作量的增加、認知到替代性爭端解決方式的支出比訴訟要低、基於保密的考量、以及比較可以決定由誰來處理此一爭議。有些執法地區（例如英格蘭及威爾斯）的高級法院非常傾向用調解來處理爭議。自從1990年代開始，美國法院也越來越提倡用替代性爭端解決方式來處理爭議。不過還不太清楚訴訟當事人是否可以適當的識別他們可用的替代性爭端解決方式，並且進而使用，因此會限制其有效性。
常見的替代性爭端解決方式有談判、調解、collaborative law、仲裁、conciliation等。

## 延伸閱讀
- Lynch, J. "ADR and Beyond: A Systems Approach to Conflict Management", Negotiation Journal, Volume 17, Number 3, July 2001, Volume, p. 213.
- Gary Born. "International Commercial Arbitration" (2009 Kluwer).
- William Ury, Roger Fisher, Bruce Patton. "Getting to Yes" (1981 Penguin Group).

## 外部連結
- European Mediation Training for Practitioners of Justice - EMTPJ （页面存档备份，存于）
- Party-Directed Mediation: Facilitating Dialogue Between Individuals （页面存档备份，存于） by Gregorio Billikopf, free complete book PDF download, at the University of California (3rd Edition, posted 24 March 2014)
- Party-Directed Mediation: Facilitating Dialogue Between Individuals by Gregorio Billikopf, free complete book download, from Internet Archive (3rd Edition, multiple file formats including PDF, EPUB, and others)
- ADR International Register （页面存档备份，存于） ISO based registration and certification for ADR practitioners such as arbitrators, conflictcoaches, mediators and negotiators.